# Al-lav
Al-lav (Lecanora carpinea) är en lavart som först beskrevs av L., och fick sitt nu gällande namn av Vain. Al-lav ingår i släktet Lecanora och familjen Lecanoraceae.  Arten är reproducerande i Sverige. Inga underarter finns listade i Catalogue of Life.

## Bildgalleri

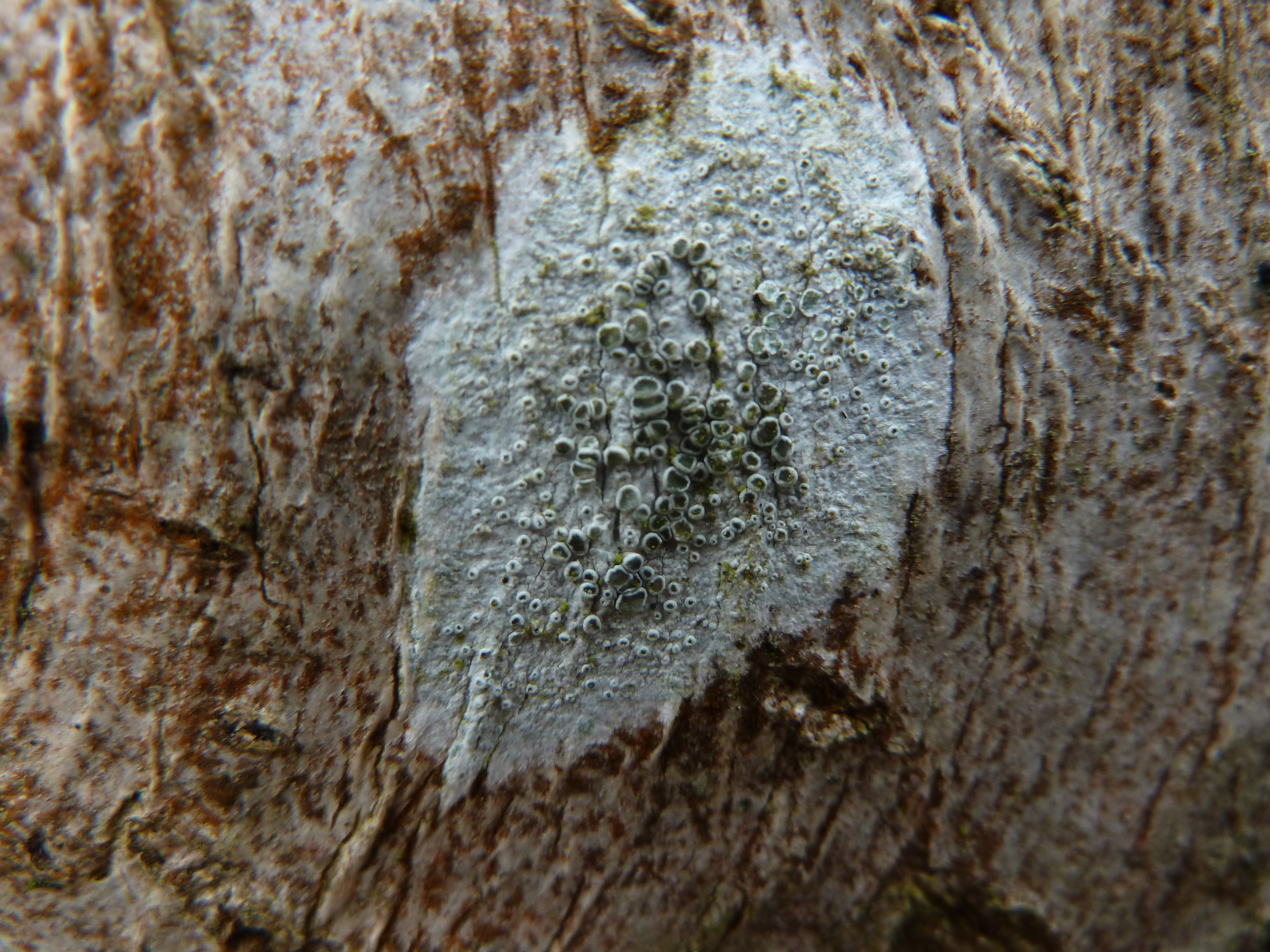
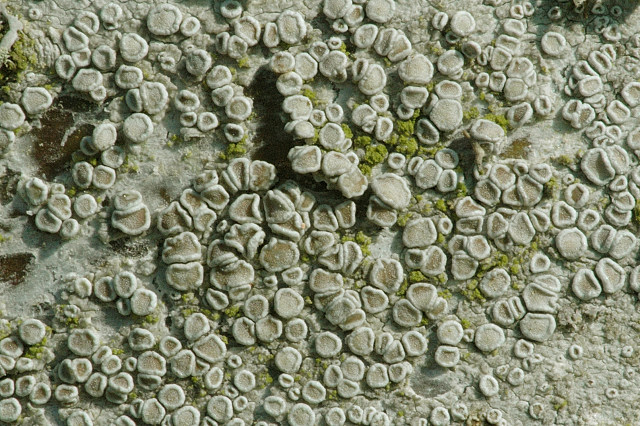